# وشاب
وشاب (به لاتین: Veshab) یک منطقهٔ مسکونی در تاجیکستان است که در ولایت سغد واقع شده‌است.